# Lathyrus caudatus
Lathyrus caudatus là một loài thực vật có hoa trong họ Đậu. Loài này được Wei & H.P.Tsui miêu tả khoa học đầu tiên.